# Чира
37°00′08″ пн. ш. 80°48′12″ сх. д. / 37.00225° пн. ш. 80.80337° сх. д.
Чира (кит. 策勒县, пін. Cèlè Xiàn, трансліт. Qira) — один із повітів КНР у складі префектури Хотан, СУАР. Адміністративний центр — містечко Чира.

## Географія
Повіт Чира лежить на висоті близько 1390 метрів над рівнем моря в пустелі Такла-Макан, південна частина поступово переходить у Куньлунь.

### Клімат
Повіт знаходиться у зоні, котра характеризується кліматом пустель помірного поясу. Найтепліший місяць — липень із середньою температурою 25,6 °C. Найхолодніший місяць — січень, із середньою температурою -4,5 °С.
| Клімат повіту Чира      | Клімат повіту Чира | Клімат повіту Чира | Клімат повіту Чира | Клімат повіту Чира | Клімат повіту Чира | Клімат повіту Чира | Клімат повіту Чира | Клімат повіту Чира | Клімат повіту Чира | Клімат повіту Чира | Клімат повіту Чира | Клімат повіту Чира | Клімат повіту Чира |
| Показник                | Січ.               | Лют.               | Бер.               | Квіт.              | Трав.              | Черв.              | Лип.               | Серп.              | Вер.               | Жовт.              | Лист.              | Груд.              | Рік                |
| Середній максимум, °C   | 1,9                | 7,5                | 16,5               | 24,2               | 28,8               | 31,8               | 33,2               | 32,6               | 28,3               | 21,3               | 12,1               | 3,6                | 20,2               |
| Середня температура, °C | −4,5               | 1                  | 9,6                | 16,8               | 21,3               | 24,3               | 25,6               | 24,6               | 19,9               | 12,1               | 4,2                | −2,9               | 12,6               |
| Середній мінімум, °C    | −9,8               | −5                 | 2,7                | 9,5                | 14,1               | 17,5               | 19,2               | 17,9               | 12,5               | 4,4                | −2,3               | −8,1               | 6,1                |
| Норма опадів, мм        | 1.2                | 1.2                | 2.3                | 3.8                | 6.9                | 10.1               | 7.1                | 3.7                | 5.6                | 0.9                | 0.3                | 0.4                | 43.5               |
| Вологість повітря, %    | 52                 | 41                 | 30                 | 28                 | 33                 | 38                 | 44                 | 46                 | 45                 | 44                 | 44                 | 51                 | 41.3               |
| ----------------------- | ------------------ | ------------------ | ------------------ | ------------------ | ------------------ | ------------------ | ------------------ | ------------------ | ------------------ | ------------------ | ------------------ | ------------------ | ------------------ |
| Джерело: data.cma.cn    |                    |                    |                    |                    |                    |                    |                    |                    |                    |                    |                    |                    |                    |